# Myrodling
Myrodling innebär uppodling av myrar och andra våtmarker. Under 1700- och 1800-talen genomfördes en omfattande uppodling av bland annat myrmarker i Norden. Under 1800-talet och första halvan av 1900-talet skedde en mycket omfattande myrodling i Sverige. Totalt omfattade myrodlingen som mest cirka 600 000 hektar, men åtminstone hälften har fått överges på grund av bortodling. När myrodlingen i Sverige var som mest populär, fanns den livaktiga Mosskulturföreningen, grundad 1886 av Carl von Feilitzen, som starkt ivrade för myrodling.

## Fullständig torrläggning krävdes
En förutsättning för att kunna odla upp myrarna, var att de först torrlades genom ett sänkningsföretag. När sänkningsföretaget väl var genomfört, krävdes ofta en kompletterande täckdikning (så kallad fullständig torrläggning), för att få myrarna i odlingsbart skick. Alla träd och buskar på området måste naturligtvis röjas bort.

## Effekter på den ursprungliga floran och faunan
Torrläggningen och uppodlingen av myrarna var förstås förödande för de organismer, som var beroende av myrarna för sin överlevnad. Flera våtmarksberoende organismer har trängts tillbaka eller till och med utrotats. Detta gäller flera fågelarter, grodarter och växter.
I Skåne räknar man med att mellan 80 och 90 % av alla blöta eller fuktiga ängar dikats ur vilket lett till att bland annat storken haft mycket svårt att klara sig i Sverige.  Andra arter som påverkats negativt av myrodlingar är skärfläcka, brushane och svarthakedopping.

## Juridik
De starka effekterna på den ursprungliga floran och faunan har starkt bidragit till att all nyodling av myrar idag är förbjuden enligt miljöbalken. Redan uppodlade myrar får fortsätta brukas som vanlig jordbruksmark.

## Historik
Myrodlingen innebar i allmänhet odling av mark, bestående huvudsakligen av växtlämningar, som kunna vara antingen mindre förmultnade: torv, eller så sönderdelade att de bildar en formlös mulljord eller mylla (svartmylla, dy). På grund av sin sanka beskaffenhet har sådan mark jämförelsevis sent tagits i odling, och till följd av dessa jordslags fattigdom på mineraliska växtnäringsämnen var odlingen på vanligt sätt inte synnerligen lönande. Genom att bränna av ytlagret gjordes därför förr den i växtlämningarna bundna växtnäringen tillgänglig, det vill säga askan verkade gödslande, men genom upprepade bränningar uttömdes mossen då alltmer på växtnäring och blev så småningom dödbränd. Därtill kom, att dylik jords fattigdom på mineralisk växtnäring och dess vanligen frostkänsliga beskaffenhet gjorde den olämplig för odling av mogen säd, som fordrar jämförelsevis rik tillgång på mineralisk näring. Dessa olägenheter kunde i viss mån avhjälpas genom påförande av sand eller lera, "sandkörning" och "lerslagning", men dessa jordförbättringar var arbetskrävande. Sedan man i konstgödselmedel (fosfat och kaliumklorid) samt kalk hade fått lätt användbara medel för tillförsel av mineralämnen, blev mossars och kärrs odling förmånligare, och i slutet av 1800-talet och början av 1900-talet skedde omfattande nyodling på moss- och kärrjord. Till odling lämpade sig företrädesvis kärr (lågmossar, myrar), vilka bestod av mylla eller lätt multnande torv. Genom multningen blir nämligen det organiska jordmaterialets kväve tillgängligt för växterna, och dylik jord behöver därför gödslas huvudsakligen med kaliumklorid och fosfat samt dessutom kalk, såvida inte jorden redan innehöll tillräckligt av detta ämne. En fortsatt gödsling med enbart mineralämnen medförde minskad fruktbarhet, beroende därpå, att gödselsalterna hämmade utvecklingen av de jordbakterier, som behövdes för mullämnenas sönderdelning och kvävets övergång till för växterna tillgänglig form, företrädesvis salpetersyra. Därför bör myrjorden tid efter annan gödslas med kreatursspillning, som gynnar bakterielivet. Med rationell skötsel hörde myrodlingar till de mest givande markerna, då växterna på dem aldrig led av torka eller kvävebrist. Den egentliga mossjorden, det vill säga vit- eller högmossejord, var mindre lämplig till odling, emedan den multnar mycket långsamt och är fattig på mineraliska växtnäringsämnen och sen till sin reaktion. Mossens odlingsvärde kunde ökas, då ett bättre torvlager låg under ett ytlager av vitmossa, om vitmossan avlägsnades, vilket skedde antingen genom dess avverkning till torvströberedning eller genom bränning.